# La grande festa (romanzo)
(Dacia Maraini, La grande festa, Rizzoli 2011, p.116)
La grande festa è un romanzo autobiografico dell'autrice italiana Dacia Maraini, pubblicato nel 2011.

## Contenuto
Attraverso i propri ricordi, l'autrice evoca le figure di persone a cui ha voluto bene e che, all'epoca della compilazione del testo, avevano abbandonato questo mondo. Tra questi, si citano il padre Fosco, il compagno Alberto Moravia, gli amici Pier Paolo Pasolini e Maria Callas.
Lo spazio maggiore è dedicato alla sorella Yuki Maraini, musicista e cantante, e all'ultimo compagno Giuseppe Moretti, uomo di teatro, entrambi stroncati prematuramente da mali incurabili, dei quali vengono narrati gli ultimi mesi di vita segnati dalle sofferenze.
I frammenti narrativi sono intervallati dalle considerazioni dell'autrice su come le varie culture vivono il momento della morte (da cui la definizione che dà il titolo al libro, una grande festa) ed elaborano il lutto. 

## Edizioni
- Dacia Maraini, La grande festa, La scala, Milano, Rizzoli, 2011, ISBN 978-88-17-05548-2.
- Dacia Maraini, La grande festa, Milano, Mondolibri, 2012.
- Dacia Maraini, La grande festa, BUR contemporanea, Milano, Rizzoli, 2012, ISBN 978-88-17-06120-9.